# Jorge Mistral
Jorge Mistral (eigentlich Modesto Llosas Rosell, * 24. November 1920 in Aldaya, Provinz Valencia; † 20. April 1972 in Mexiko-Stadt) war ein spanischer Schauspieler und Filmregisseur.

## Leben
Seine Kindheit verlebte Mistral in Puerto Rico, der Heimat seines Vaters; mit 14 Jahren kehrte er in sein Geburtsland zurück. Zunächst verfolgte er eine Karriere als Anwalt, die er aufgrund des Spanischen Bürgerkrieges abbrach. Danach begann er eine Bühnenkarriere und erhielt schnell Filmrollen; seine erste 1944 in La llamada de la mar. Er stand eine Zeit lang bei der Produktionsgesellschaft CIFESA unter Vertrag und unternahm 1949 eine Lateinamerika-Tournee, wobei er besonders in Mexiko Erfolge verbuchte, wo er in den nächsten Jahren auch zahlreiche Filme drehen sollte. 1964 ging er erneut nach Puerto Rico, wo er drei Filme inszenierte und für das Fernsehen auftrat. Später wechselte er erneut seinen Lebensmittelpunkt und verbrachte die letzten Jahre seines Lebens vor seinem Suizid in Mexiko, wo er neben Filmen und Fernsehrollen auch Theaterauftritte und Engagements in Varietés wahrnahm.

## Filmografie (Auswahl)
- 1944: La llamada de la mar
- 1949: Kameraden auf See (Neutralidad)
- 1951: Johanna von Kastilien (Locura de amor)
- 1953: Das Testament des Grafen von Monte Christo (El conde de Monte Cristo)
- 1954: Abgründe der Leidenschaft (Abismos de pasión)
- 1954: Die wunderbare Liebe der Bianca Maria (Un caballero andaluz)
- 1955: Kein Kopf für seidene Kissen (Mas fuerte que el amor)
- 1956: Kap Horn – Felsen des Grauens (Cabo de Hornos)
- 1956: Die Sklavinnen von Karthago (Le schiave di Cartagine)
- 1956: Die Welt wird uns gehören (El expreso de Andalucia)
- 1957: Der Knabe auf dem Delphin (Boy on a Dolphin)
- 1958: Kreuz und Schwert (La spada e la croce)
- 1958: Die Rache (La venganza)
- 1958: Sommererzählungen (Racconti d'estate)
- 1959: Das Mädchen aus Granada (Carmen de la ronda)
- 1960: Pepito und Pepita (La chamaca)
- 1961: Der nackte Lockvogel (Pecados)
- 1961: Die Verdammten vom Rio Grande (Juan Gallo)
- 1962: Das käufliche Mädchen (Bajo un mismo rostro)
- 1962: Der nackte Lockvogel (Pecado)
- 1962: Die Nonne und die Sünderin (Las hermanas)
- 1963: Sheherazade – Der goldene Löwe von Bagdad (Shéhérazade)
- 1964: Pulverdampf in Casa Grande (Gunfighters of Casa Grande)
- 1966: Crimen sin olvido (Regie, Drehbuch)
- 1973: La justicia tiene doce años